# Diocesi di San Miguel (El Salvador)
La diocesi di San Miguel (in latino Dioecesis Sancti Michaelis) è una sede della Chiesa cattolica in El Salvador suffraganea dell'arcidiocesi di San Salvador. Nel 2022 contava 852.355 battezzati su 1.251.537 abitanti. È retta dal vescovo Fabio Reynaldo Colindres Abarca.

## Territorio
La diocesi comprende i dipartimenti salvadoregni di La Unión, Morazán e gran parte del dipartimento di San Miguel.
Sede vescovile è la città di San Miguel, dove si trova la cattedrale di Nostra Signora Regina della Pace.
Il territorio si estende su 4.798 km² ed è suddiviso in 51 parrocchie, raggruppati in 6 vicariati: Reina de la Paz, Inmaculada Concepción, El Salvador del Mundo, Juan Pablo II, Mons. Óscar Romero e San Juan Bautista.

## Storia
La diocesi è stata eretta l'11 febbraio 1913, ricavandone il territorio dalla diocesi di San Salvador, contestualmente elevata al rango di sede metropolitana.
La chiesa di San Francesco divenne inizialmente cattedrale temporanea, in attesa che fosse completata la costruzione dell'attuale cattedrale. Nei primi anni dopo l'erezione della diocesi ebbe un ruolo importante il sacerdote francese Víctor Basilio Plantier, trasferitosi dal Messico dopo la sua espulsione dal paese, che fondò l'Asilo San Antonio, la Scuola Santa Sofía, la tipografia e il giornale Chaparrastique. Fu segretario privato del vescovo e vicario generale dal 1925 al 1926.
Il 6 gennaio 1916 Juan Antonio Dueñas y Argumedo pubblicò una lettera pastorale che conteneva un editto episcopale in cui stabiliva l'organizzazione della diocesi, che divise in sette vicariati. Accolse nella diocesi diverse congregazioni religiose: i redentoristi, che si dedicarono all'insegnamento nel seminario e alle missioni popolari; i paolini; i francescani spagnoli; i claretiani; i fratelli maristi delle scuole e alcune congregazioni di suore per l'assistenza agli infermi e agli anziani e per le scuole.
Monsignor Dueñas y Argumedo diede impulso alla devozione popolare alla patrona di San Miguel, la Regina della Pace, con le entradas. Ottenne da papa Benedetto XV la concessione del patronato e fu incoronata e intronizzata in una Messa solenne il 21 novembre 1921, di fronte alla cattedrale in costruzione, come conclusione della settimana sociale del clero. Celebrò il 17-18 novembre 1935 il Congresso eucaristico diocesano.
Dal 1942 prestò il suo servizio in diocesi come parroco della cattedrale Óscar Arnulfo Romero y Galdámez, che fu anche segretario personale di monsignor Miguel Ángel Machado y Escobar. Questo vescovo si avvalse del clero straniero per far fronte alla scarsezza del clero indigeno, in particolare dei francescani della provincia veneta, a cui affidò alcune parrocchie, e in seguito a missionari della diocesi di Cleveland, che stabilirono una missione permanente.
Il 30 agosto 1954, con la lettera apostolica Peculiari sane, papa Pio XII ha proclamato San Pio X patrono principale della diocesi.
Il 2 dicembre 1954 ha ceduto una porzione del suo territorio a vantaggio dell'erezione della diocesi di Santiago de María.
Nel 1962, dopo un secolo di costruzione, fu terminata la cattedrale. L'anno successivo fu celebrato un nuovo Congresso eucaristico diocesano, che ebbe luogo dal 28 aprile al 12 maggio 1963.
Nel breve episcopato di monsignor Lorenzo Graciano y Antonelli fu posta attenzione alla formazione dei laici, soprattutto delle aree rurali, in compimento del decreto Apostolicam Actuositatem del Concilio Vaticano II. La diocesi accolse come missionari i francescani della provincia irlandese.
Durante l'episcopato di José Eduardo Álvarez Ramírez il progetto di formazione di El Castaño, che era stato avviato dal suo predecessore e affidato ai missionari di Cleveland, fu interrotto nel 1980 a causa del clima di violenza e di persecuzione contro la Chiesa messo in atto dal governo.
Fu breve anche l'episcopato di Romeo Tovar Astorga, che tuttavia riuscì a riorganizzare la diocesi in vicariati foranei ed eresse nove parrocchie.

## Cronotassi dei vescovi
Si omettono i periodi di sede vacante non superiori ai 2 anni o non storicamente accertati.
- Juan Antonio Dueñas y Argumedo † (1º agosto 1913 - 3 luglio 1941 deceduto)
- Miguel Ángel Machado y Escobar † (25 settembre 1942 - 10 gennaio 1968 dimesso[8])
- Lorenzo Michele Joseph Graziano, O.F.M. † (10 gennaio 1968 succeduto - 27 giugno 1969 dimesso[9])
- José Eduardo Álvarez Ramírez, C.M. † (9 dicembre 1969 - 10 aprile 1997 ritirato)
- Romeo Tovar Astorga, O.F.M. (10 aprile 1997 succeduto - 12 maggio 1999 nominato vescovo di Santa Ana)
- Miguel Ángel Morán Aquino (19 luglio 2000 - 9 febbraio 2016 nominato vescovo di Santa Ana)
- Fabio Reynaldo Colindres Abarca, dal 7 dicembre 2017

## Statistiche
La diocesi nel 2022 su una popolazione di 1.251.537 persone contava 852.355 battezzati, corrispondenti al 68,1% del totale.
| anno | popolazione | popolazione | popolazione | presbiteri | presbiteri | presbiteri | presbiteri                | diaconi | religiosi | religiosi | parrocchie |
| anno | battezzati  | totale      | %           | numero     | secolari   | regolari   | battezzati per presbitero | diaconi | uomini    | donne     | parrocchie |
| ---- | ----------- | ----------- | ----------- | ---------- | ---------- | ---------- | ------------------------- | ------- | --------- | --------- | ---------- |
| 1950 | 556.083     | 556.783     | 99,9        | 25         | 22         | 3          | 22.243                    |         | 13        | 22        | 28         |
| 1966 | 478.674     | 491.879     | 97,3        | 20         | 17         | 3          | 23.933                    |         | 14        | 39        | 21         |
| 1968 | 603.982     | 627.314     | 96,3        | 38         | 28         | 10         | 15.894                    |         | 22        | 52        | 24         |
| 1976 | 580.875     | 603.319     | 96,3        | 12         | 3          | 9          | 48.406                    |         | 27        | 42        | 24         |
| 1980 | 587.900     | 613.000     | 95,9        | 24         | 17         | 7          | 24.495                    |         | 16        | 31        | 23         |
| 1990 | 684.000     | 662.000     | 103,3       | 34         | 28         | 6          | 20.117                    |         | 13        | 31        | 23         |
| 1999 | 796.000     | 825.000     | 96,5        | 52         | 48         | 4          | 15.307                    |         | 11        | 34        | 37         |
| 2000 | 792.000     | 825.000     | 96,0        | 53         | 49         | 4          | 14.943                    |         | 7         | 39        | 39         |
| 2001 | 600.000     | 1.000.000   | 60,0        | 49         | 45         | 4          | 12.244                    |         | 10        | 35        | 42         |
| 2002 | 600.000     | 942.800     | 63,6        | 50         | 45         | 5          | 12.000                    |         | 10        | 38        | 42         |
| 2003 | 610.000     | 1.100.000   | 55,5        | 57         | 50         | 7          | 10.701                    |         | 8         | 44        | 43         |
| 2004 | 940.000     | 1.115.000   | 84,3        | 56         | 50         | 6          | 16.785                    | 1       | 7         | 43        | 42         |
| 2010 | 862.350     | 1.235.000   | 69,8        | 61         | 55         | 6          | 14.136                    |         | 49        | 71        | 44         |
| 2014 | 871.500     | 1.253.100   | 69,5        | 70         | 63         | 7          | 12.450                    |         | 12        | 82        | 47         |
| 2017 | 880.000     | 1.267.000   | 69,5        | 81         | 72         | 9          | 10.864                    |         | 14        | 82        | 47         |
| 2020 | 852.752     | 1.250.832   | 68,2        | 80         | 72         | 8          | 10.659                    |         | 11        | 82        | 50         |
| 2022 | 852.355     | 1.251.537   | 68,1        | 79         | 71         | 8          | 10.789                    | 1       | 11        | 12        | 51         |